# Zoolander 2
Zoolander 2 é um filme de comédia estadunidense de 2016 dirigido e estrelado por Ben Stiller em que satiriza o mundo dos modelos e da moda.

## Sinopse
Nesta sequência de Zoolander (2001), os ex-modelos mais famosos do mundo, Derek Zoolander  e Hansel foram humilhados em um desfile e sumiram dos holofotes. Mas quando as personalidades mais bonitas do mundo começam a ser assassinadas, uma top model especializada em fotos de bíquini pede a ajuda da dupla para investigar o caso. Logo, Zoolander e Hansel se infiltram nos bastidores da alta costura para combater os ataques de Mugatu.

## Elenco
- Ben Stiller como Derek Zoolander
- Owen Wilson como Hansel McDonald

- Will Ferrell como Jacobim Mugatu
- Penélope Cruz como Melanie Valentina

- Kristen Wiig como Alexanya Atoz
- Fred Armisen como VIP

- Christine Taylor como Matilda Jeffries
- Cyrus Arnold como Derek Zoolander Jr.

- Kyle Mooney como Brad Wincon
- Kanye West como August Campbell
- Kim Kardashian como Trinitee Campbell
- Beck Bennett como Geoff Mille
- Nathan Lee Graham como Todd
- Milla Jovovich como Katinka Ingabogovinanana
- Ariana Grande como Coco Chanel
- Katy Perry como ela mesma (aparição)

- Justin Bieber como ele mesmo (aparição)
- Billy Zane como ele mesmo (aparição)

- Mika como o cabeleireiro (aparição)
- Benedict Cumberbatch como All
- Lewis Hamilton como ele mesmo
- Joe Jonas como ele mesmo (aparição)
- Skrillex como ele mesmo

## Produção
Em dezembro de 2008, Stiller confirmou que ele queria fazer uma sequela de Zoolander, dizendo: "Eu tenho tentado obter Zoolander 2. Juntos e nós tivemos alguns scripts que eu sinto que é a sequela que eu realmente gostaria de fazer alguns dia porque eu gosto do original e gostaria de se certificar de que era algo novo e digno dela em primeiro lugar. Quando entrevistado sobre o 15 de maio, 2009 episódio de Friday Night with Jonathan Ross, Stiller disse que ele estava olhando para um número de scripts. Em fevereiro de 2010, Justin Theroux, que também co-escreveu Tropic Thunder com Stiller, foi contratado para escrever e dirigir a continuação. No mês seguinte, Stiller confirmou que ele iria ser co-escrevendo o roteiro, afirmando: "Estamos no processo de obtenção de um roteiro escrito, por isso é nas fases iniciais. Mas sim, é que vai acontecer. Em algum mais tarde, ponto não especificado, Stiller tinha tomado posse como diretor. Em 17 de dezembro de 2010, episódio de The Tonight Show com JayLeno, Owen Wilson, disse um Zoolander sequela provavelmente seria feito, provisoriamente intitulado Twolander.
Em janeiro de 2011, Stiller confirmou que o roteiro tinha sido concluída, e descreveu o enredo: "É dez anos mais tarde e mais do que está definido na Europa ... é basicamente Derek e Hansel ... embora o último filme terminou em um feliz notar um monte de coisas ter acontecido nesse meio tempo. Suas vidas mudaram e eles não são realmente relevante. É um mundo novo para eles. Will Ferrell é escrito no roteiro e ele manifestou interesse em fazê-lo. Eu acho que Mugatu é uma parte integrante da história Zoolander, então sim, ele apresenta em grande forma ". Em julho de 2012, Stiller descrito um processo de desenvolvimento difícil:" Nós temos um script, como nós tivemos por um tempo, e Não é bem vindo juntos agora, mas eu espero que ele faz. Gostaria de fazê-lo em algum momento no futuro. Em setembro de 2014, Ferrell disse da sequela," Estamos realmente deveria fazer um-through ler de um script continuação em breve, e Mugatu é uma parte da lo.
Até 20 de Novembro, 2014, Penélope Cruz tinha se juntou ao elenco, e até 29 de Janeiro, 2015, Christine Taylor foi contratado para reprisar seu papel como Matilda Jeffries. filmagens por 09 de fevereiro de 2015, foi anunciado foi definido para começar a Roma 's Cinecittà Studios, na primavera de 2015. Em 10 de março, 2015, Stiller e Wilson apareceu na Semana de Moda de Paris em caráter como Derek Zoolander e Hansel McDonald. Nesse mesmo dia, Paramount anunciou Zoolander 2 seria lançado em 12 de fevereiro de 2016. Em 21 de Abril, 2015, Fred Armisen se juntou ao elenco. 
A fotografia principal começou em 7 de Abril de 2015 e terminou em 13 de julho de 2015. O filme foi rodado em Cinecittà Studios em Roma, Itália. [31]

## Lançamento
Zoolander 2 foi lançado no dia 11 de fevereiro de 2016 no Brasil.